# Fülöp Antal Andor
Fülöp Antal Andor (Kolozsvár, 1908. október 6. – Kolozsvár,  1979. december 20.) erdélyi magyar festő.

## Életpályája
A kolozsvári Szépművészeti Iskola hallgatója 1925–1929 között.  1929–1930 között a római  Accademia della Belle Arti rendkívüli hallgatója,  mestere Umberto Coromaldi. Festészetére hatással van  az olasz újklasszicizmus. Festett portrékat és portrékompozíciókat, csendéleteket, műemlékekből komponált jelképerejű műveket.
A második világháború előtt az olasz származású erdélyi Tasso Marchini is hatással volt rá,  1945 után művészete megállapodott, újabb hatások  már nem érték. Sokszor csupán néhány színre és azok világos vagy sötétebb árnyalataira alapozott. Tagja és kiállítója volt a  Barabás Miklós Céhnek.
Néhány képe megtekinthető a nagyváradi Darvas–La Roche-ház szecessziós múzeumában is.

## Munkássága

### Egyéni kiállítások
- Kolozsvár (Eugen Ciucăval), 1938.
- Kolozsvár (Kudelász Károllyal), 1940.
- Képzőművészeti Kisgaléria, Kolozsvár, 1960.
- Korunk Galéria, Kolozsvár, 1975, 1978.
- Művészeti Múzeum, Kolozsvár, 1979.
- Kolozsvár (emlékkiállítás), 1991.

### Csoportos kiállítások (válogatás)
- Salon Oficial (Hivatalos Szalon), Bukarest, 1932.
- Nemzeti Szalon, Budapest, 1939.
- Kolozsvári Műcsarnok megnyitó kiállítása, 1943.
- Barabás Miklós Céh kiállítása, Nemzeti Szalon, Budapest, 1944.
- Erdélyi Képzőművészeti Szalon, Kolozsvár, 1947.
- Kolozsvár a képzőművészetben, Művészeti Múzeum, Kolozsvár, 1959.
- Független Művészek Szalonja, Párizs, 1973.
- Erdélyi Képzőművészek, Erdélyi Ház, Sopron, 2001.
- „Felezőidő”- Romániai magyar művészet 1965-75, Ernst Múzeum, Budapest, 2002.
- Kolozsvári festők, Belvedere Szalon Galéria és Aukciós ház, Budapest, 2005.
- Kolozsvár, Takács Galéria állandó tárlata, Százhalombatta, 2008.
- Őszi emlékművek, Quadro Galéria, Kolozsvár, 2008.
- Közösség és Művészet. A Korunk Galéria kiállítása, Művészeti Múzeum, Kolozsvár, 2008.
- Barabás Miklós Céh 80 éves jubileumi tárlata, Gyárfás Jenő Képtár, Sepsiszentgyörgy, 2009.
- Modern klasszikusok- Klasszikus modernek, Hass Galéria, Budapest, 2010.
- XX. századi erdélyi magyar festők a székelykeresztúri Molnár István Múzeum gyűjteményéből, Haáz Rezső Múzeum, Székelyudvarhely, 2011.
- Bohémia, Quadro Galéria, Kolozsvár, 2011.